# 蜉蝣 (SCANDAL單曲)
「蜉蝣」（日语：カゲロウ）是日本的樂隊SCANDAL的第3張獨立製作單曲。

## 概要
實際上最後的獨立製作單曲。TOWER RECORDS只有限定發售2000張。

## 收錄曲
1. カゲロウ
作詞：TOMOMI・MASTERWORKS　作曲・編曲：Jin Nakamura